# Antonio Mora Vélez
Antonio Mora Vélez (Barranquilla, 14 de julio de 1942 - Montería, Departamento de Córdoba, 19 de mayo de 2024) fue un escritor, gestor cultural, periodista de opinión y profesor universitario colombiano. Considerado uno de los padres de la ciencia ficción colombiana.

## Biografía

### Primeros años (1942-1960)
Nace en la ciudad de Barranquilla (Colombia) el 14 de julio de 1942, hijo único de Rosa Elena Vélez Sánchez y Pedro Mora Osorio, pero vive su infancia entre las ciudades de Cartagena y Calamar, población donde su madre vende dulces y su padrastro maneja un juego de ruleta, actividades que le permiten estudiar sus primeros tres años de escuela primaria. En el año 1956, debe suspender su educación para mudarse a la ciudad de Montería (Colombia), en donde sus padres consiguen trabajo en el mercado de la ciudad. En una entrevista reciente, Mora Vélez explica cómo pudo forjarse su interés por la ciencia ficción viviendo en condiciones de extrema pobreza y viajando entre poblaciones alejadas del mundo moderno:
"En 1956 mis padres se trasladaron a la ciudad de Montería, en donde terminé la secundaria y transcurrió mi adolescencia. En esta ciudad un profesor de apellido Rengifo, conocedor de mis aficiones por el cine y la literatura fantástica y los astros (los miraba desde un telescopio del colegio), me recomendó leer El Ramayana, ya que en ese libro había alusiones a seres fantásticos que parecían extraterrestres. Por esa época vi también varios filmes fantásticos y de CF, entre los cuales recuerdo Forbidden Planet, Frankenstein y El Monstruo de la laguna negra, y leí las obras de Julio Verne (20.000 leguas de viaje submarino), de H. G. Wells (La máquina del tiempo y El hombre invisible) y muchos comics de Flash Gordon, Tarzán (ciudades y civilizaciones perdidas) y Buck Rogers".

### Primera Etapa (1961-1975)
A comienzos de los años 1960, Mora Vélez tiene sus primeros contactos con el comunismo y, en 1961, empieza a ser parte de la organización Juventud Comunista (JUCO) y, más tarde, del Partido Comunista Colombiano (PCC). Al mismo tiempo, consigue trabajo como locutor en una emisora de radio local, en donde también hace sus primeras apariciones como cantante, según lo describe en su artículo No quise ser cantante. En 1963, ingresa al movimiento político Movimiento Revolucionario Liberal (MRL), de Alfonso López Michelsen, practicando la llamada "doble militancia". En el año de 1964 decide regresar a los estudios y, un año después, obtiene el grado de bachiller en el Colegio Nacional José María Córdoba y es escogido como el mejor bachiller del departamento de Córdoba, recibiendo como premio el viaje por Colombia que patrocinaba una empresa nacional. Sus recuerdos de la época, y de su contacto con personajes históricos de la política y las letras, quedarán plasmados en su novela histórica A la Hora de las Golondrinas, publicada en la web en el 2006. En el año 1966 regresa a la ciudad de Cartagena, en donde estudia la carrera de Derecho hasta el año 1970, mientras trabaja como profesor de Filosofía (1967-1969). Es en este contexto donde comienza su actividad literaria. Dice Mora Vélez:
"En Cartagena, ciudad a la que regresé en 1966 para estudiar la carrera de Derecho, vi filmes como Viaje fantástico, Un millón de años A.C. y 2001: Odisea del espacio. Y leí varios libros de cuentos y novelas de CF rusa (Café molecular, Viaje por tres mundos, Cataclismo en Iris, La nebulosa de Andrómeda y Qué difícil es ser Dios, entre los que recuerdo), las Crónicas marcianas y Fahrenheit 451 de Bradbury, y las antologías y selecciones de Bruguera en las que conocí a los autores de la llamada edad de oro de la CF. Por esa época me desempeñaba como docente de filosofía en un colegio de secundaria de Cartagena y las lecturas, tanto filosóficas como científicas que hacía para preparar mis clases, más las de CF, me fueron abriendo las posibilidades y el panorama hacia la CF".
Sus inicios en la literatura pueden rastrearse en las anécdotas narradas ante diferentes medios de comunicación : "...por los tiempos en que apenas iniciaba mis estudios de Derecho, conocí al escritor y maestro Manuel Zapata Olivella. Aceptó a reunirse con nosotros, los integrantes de un grupo de jóvenes escritores, en una tertulia realizada en la cafetería de la Universidad de Cartagena. En ella le mostré mi cuento “Viernes Negro”, uno de mis primeros cuentos, de corte realista y social, que fue publicado por la citada universidad en el folleto “Tres cuentos y tres cuentistas” (Cartagena, 1968). Lo leyó y me dijo: Este cuento no es auténtico porque está escrito desde afuera. Para que el cuento refleje cabalmente el drama que el autor quiere mostrar, debe ser escrito desde adentro, viviendo la realidad que le sirve de referente”.
Sus inicios en la ciencia ficción son narrados en el prólogo de su primer libro de cuentos por el prologuista José Luis Garcés González, de la siguiente manera:
"...cuando finalizaba sus estudios en la Universidad de Cartagena, un atarbán, al que sólo le faltaba la pistola en la cintura para resultar idéntico al matón de la película, rompió y pisoteó una cartelera político-cultural que Toño y sus amigos habían colocado en un pasillo de la Facultad. Hubo indignación. Y la indignación unida a la capacidad creadora produjo el primer cuento de ciencia-ficción: "El Día en que los Asnos acusaron a los Hombres". El texto fue publicado en el suplemento "Letras" del "Diario de la Costa". Vinieron los consabidos golpecitos en las espaldas. Toño Mora se estimuló, y arrancó. Y produjo ciencia-ficción en serie. El "Magazin Dominical" de "El Espectador" le publicó La Gota, La Dictadura Hal, Los Otros, El Hijo de las Estrellas, La Conquista de Terón y El Hombre de Lata. Con "Glitza" ganó un parcial del concurso de cuentos que en el año 71 (sic. 1970) auspició el citado Magazín. GOG --director del mismo-- saludó entusiasmado la aparición de un escritor destacado en un género que en nuestro país se caracteriza por la ausencia casi total de cultores. Antonio Mora Vélez fue figura nacional".
Se gradúa como Abogado en el año 1971 y trabaja como juez en el municipio de Tierralta (Colombia. Su experiencia como juez y la situación del campo colombiano en la época quedarán registradas en la novela autobiográfica Un juez llamado Sebastián Reyes, que sería finalista del concurso "Plaza y Janés" del año 1991. En 1972 contrae matrimonio con Idalia Ortiz Nieto y en 1973 regresa a la ciudad de Montería a trabajar como Secretario General de la Universidad de Córdoba. En esta institución trabajaría hasta 1993, como profesor de Filosofía, Director del Departamento de Humanidades y Decano de la Facultad de Educación.
A mediados de los años 1970, serias incompatibilidades comienzan a aparecer entre la vida literaria y la vida política. En un momento de la historia nacional donde el revolucionario se debate entre la vía política y la lucha armada, Mora Vélez abandona la escena política. En su novela A la hora de las golondrinas, cuando uno de sus personajes es abordado para convencerlo de la combinación de "formas de lucha", Mora Vélez responde en boca de su personaje: "No, camarada... La tesis de la combinación de las formas de lucha de masas, en mi opinión, apunta a un desenlace sangriento de este proceso. La burguesía va a hacer lo mismo. Va a combinar la democracia aparente con la violencia sin nombre y entonces en las filas de los cuadros legales de las ciudades no va a quedar títere con cabeza, y yo quiero conservar la mía". La situación de ruptura es descrita por su colega José Luis Garcés González de la siguiente manera:
"El me habló del problema político que lo obligó a archivar sus ímpetus por convertirse en el primer escritor de ciencia-ficción de nuestro país. Algunos militantes de izquierda le enrostraban la imposibilidad, en una nación como Colombia, de escribir sobre tópicos galácticos y polidimensionales cuando los problemas reales del pueblo crecían (y crecen) en una desbocada carrera hacia el fracaso y la frustración totales... Esa posición política poco analítica, poco dialéctica, causó daño: aplazó la aparición sistemática de un escritor que, con la reversión lógica que se opera en el trabajo estético, hubiera impulsado y dinamizado la instancia política, si era eso lo que se quería. En últimas perdieron: el escritor y la política".
La hostilidad hacia sus escritos de ciencia ficción no sólo viene de la izquierda colombiana sino de los círculos literarios. Uno de los críticos más cercanos fue el escritor colombiano Manuel Zapata Olivella. En palabras de Mora Vélez:
"para él, hombre de la tierra, resultaba insólito que un joven del Sinú se dedicara a escribir sobre las galaxias y el futuro, teniendo por delante un presente de miserias, de corrupción y de violencia. Pero me estimuló a que lo continuara haciendo desde su revista "Letras Nacionales", con su asistencia al lanzamiento de varios de mis libros y con su palabra sabia, crítica y constructora".

### Segunda Etapa (1975-1985)
Entre los años 1975 y 1979 publica las columnas "La Esquina Izquierda" y "Panorama Internacional" en el diario "Poder Costeño".
En el año de 1975, funda el grupo literario El Túnel, aprovechando un concurso de cuentos organizado por la Universidad de Córdoba, que ganaría el entonces estudiante Leopoldo Berdella de la Espriella y del que serían finalistas los también estudiantes José Luis Garcés González, Gustavo Abad y Nelson Castillo, y el médico Omar González. "El Túnel" se convertiría en una de las instituciones culturales más importantes de la Costa Caribe Colombiana durante finales de los setenta y los ochenta. Así ha descrito Mora Vélez la formación del grupo:
"En mi condición de profesor y jurado y atendiendo a una sugerencia del narrador Arturo Álape --de visita en Montería-- decidí convocarlos a una reunión y en esta se acordó invitar también al poeta Guillermo Valencia Salgado... y al periodista y estudiante de Sociales de la U de Córdoba, Carlos Morón. Poco tiempo después se vinculan Gustavo Tatis, Soad Louis y Nelson Castillo".
En el año de 1976 se reúne con otro grupo de educadores, con el fin de crear la primera Universidad en el vecino Departamento de Sucre; este proyecto solo se materializaría hasta el año 1987 cuando inició labores la "Corporación Universitaria del Caribe" (CECAR), que a partir de los años 90 se convertiría en la mayor universidad de la región.
Entre 1975 y 1985, reparte sus energías entre el grupo El Túnel y la "Casa de la Cultura" de Montería. A la vez que cumple un importante papel de gestor cultural, esta labor lo motiva a reencontrarse con la literatura. En el año de 1979 publica su primer libro de cuentos, titulado "Glitza", que contiene sus cuentos de los años 70 y 71. Al año siguiente, aparece Cuentos de El Túnel, la antología de los miembros del grupo literario. El grupo "El Túnel" nace como una tertulia y luego se expande a una revista literaria (Revista "El Túnel"), una antología de cuentos de los diez miembros iniciales (Cuentos de El Túnel) y la publicación de los libros de sus integrantes: Los diez miembros iniciales publicarían treinta obras literarias entre 1975 y 1990, al tiempo que se constituyen en el principal referente para los escritores de la región. Sus integrantes ganarían varios concursos a nivel nacional: "Error de apreciación" de Mora Vélez gana el concurso "Ekuóreo" de cuento corto de 1981, "Juan Sábalo" de Berdella gana el concurso Enka de literatura infantil de 1983, "Entre la soledad y los cuchillos" de Garcés es finalista del concurso "Plaza y Janés" en 1985, "Vestido nuevo y otros amores" de Castillo gana el concurso de la Lotería de Bolívar 1985, un guion para televisión de Garcés se convierte en la famosa telenovela Caballo Viejo. Así, Mora Vélez se ubica en el centro del movimiento literario que se da en Córdoba en los 70s y 80s, y que deja al mundo nombres como Manuel Zapata Olivella, David Sánchez Juliao, Raúl Gómez Jattin, Juan Gossaín, Guillermo Valencia Salgado, Leopoldo Berdella de la Espriella, José Luis Garcés González y otros. Su relación con Zapata Olivella, Valencia Salgado, René Rebetez y Gómez Jattin puede vislumbrarse en los artículos publicados tras la muerte de los mismos.
En 1982, publica su segundo libro de cuentos, titulado El Juicio de los Dioses y, entre 1983 y 1984, escribe su columna de opinión en el periódico "El Espectador-Costa". En 1984, participa de la fundación de la "Unión Nacional de Escritores" en la ciudad de Ibagué (junto con otros escritores cordobeses como Zapata Olivella, Sánchez Juliao, Berdella y Garcés). Para el año 1985, tensiones con el escritor Garcés lo obligan a abandonar definitivamente el grupo "El Túnel".

### Tercera Etapa (1986-1998)
En el año 1986, fuera de "El Túnel", publica su tercer libro de cuentos de ciencia ficción, titulado Lorna es una Mujer, tras el cual hará un nuevo receso en la literatura. Entre los años 1985-1987 y 1990-1997 publica sus artículos en "El Universal" de Cartagena. Para las elecciones presidenciales de 1986 reaparece fugazmente en política, esta vez apoyando la candidatura de Luis Carlos Galán Sarmiento, escribiendo comentarios para un programa matutino del movimiento político "Nuevo Liberalismo". Entre los años 1986-1991 vuelve a presentarse como cantante, siendo tenor en el cuarteto "Amadeus", dirigido por el maestro Tiburcio Romero.
Los años 1990 comienzan con su primera antología internacional (Joyas de la Ciencia Ficción, editada en Cuba) y su primera traducción a otro idioma. En la India, aparece Lorna is a woman, traducción al inglés de Lorna es una mujer. En 1991, intenta congregar un nuevo grupo de escritores jóvenes, entre los que se encuentran Rubén Darío Otálvaro y Néstor Solera Martínez. Nace así el grupo "Arte Sinú", cuya repercusión no se logra acercar a la de "El Túnel". En abril de 1992, escribe una ponencia titulada Córdoba: Treinta años de Literatura, que lee en la 5a Feria Internacional del Libro en Bogotá, trabajo histórico que publica más tarde, en ese mismo año. En 1993, tras su jubilación en la Universidad de Córdoba, se traslada a la ciudad de Sincelejo y se integra a la "Corporación Universitaria del Caribe", donde actuará como Secretario General, Director de Bienestar Universitario y miembro de la Junta Directiva, hasta el año 2007 inclusive. En 1995, su nombre aparece en The Encyclopedia of Science Fiction y, en 1996, publica el libro de ensayos Ciencia Ficción: El Humanismo de Hoy, que marca su regreso a esta temática después de una década.
En el año de 1997, el IDCT de Bogotá organiza el "Primer Concurso de Cuento de Ciencia Ficción" y es invitado a ser jurado junto con los escritores René Rebetez y William Ospina. El concurso estimula la aparición de una comunidad de jóvenes escritores del género y, tras él, Mora Vélez establece una fuerte amistad con René Rebetez, el otro padre de la ciencia ficción colombiana, quien moriría dos años después. Con él comparten una visión mística del mundo, que Rebetez acababa de plasmar en su obra especulativa La Odisea de la Luz y que Mora Vélez estaba por empezar a plasmar. En los años 1997-1998 publica su columna de opinión en el periódico " El Tiempo-Caribe".

### Cuarta Etapa (1999-2015)
En 1999, Mora Vélez publica su primer poemario de ciencia ficción, titulado Los Caminantes del Cielo. Igualmente, comienza a publicar sus anteriores trabajos en diversas revistas electrónicas de diferentes países. Su trabajo en la ciencia ficción es redescubierto y, con el cambio de siglo, pasa a ser un autor "de culto" y "subterráneo" entre grupos de jóvenes escritores.
En el año 2000, el dibujante "Nigio" crea un cartoon basado en su cuento "Diez de plata" y se publica una antología titulada La duda de un Angel en formato e-book. Ese mismo año, le es diagnosticado un cáncer de próstata que lo obliga a someterse a cirugía. 
Al año siguiente, publica un segundo poemario, que titula El fuego de los dioses y, en el 2005, coloca en Internet un tercer poemario titulado Los jinetes del recuerdo y su traducción al inglés (The Riders of Remembrance). 
En el año 2006 da a conocer su novela inédita A la Hora de las Golondrinas (web) y publica una selección personal de artículos de opinión que titula La Estrategia de la Solidaridad. 
En el año 2007 es antologado en Francia, con la traducción al francés de su cuento "Ejercicios fílmicos" y en el 2008 publica la novela de CF Los nuevos iniciados. En este mismo año le es diagnosticado un cáncer en el riñón izquierdo y debe someterse a una cirugía de extirpación del mismo. 
En el 2009 contribuye a la aparición de Cosmocápsula, primera revista web de ciencia-ficciòn que se edita en Colombia. Ese mismo año organiza la tertulia literaria El Bocachico Letrado. 
En 2011 publica en papel la novela histórica A la hora de las golondrinas y el libro de cuentos fantásticos y de ciencia ficción titulado Helados cibernéticos. 
En el 2012 publica varios cuentos realistas en el libro La gordita del Tropicana. 
En el 2013 publica La duda de un ángel (cuentos de Cf). 
En 2014 publica la segunda edición de la novela Los nuevos iniciados y los libros de cuentos de Cf Lina es el nombre del azar y Atlán y Erva. Recibe, además, un homenaje nacional en el Parlamento Nacional de Escritores. 
En el 2015 publica con Collage Editores su tercer poemario titulado Los jinetes del recuerdo. Gana ese año un concurso de la revista española MiNatura con el poema "Los jinetes del recuerdo". Collage Editores publica su tercera novela titulada Viaje al universo vecino.

## Temas Centrales de su Obra

### Literaria
Cuatro temas centrales en la obra literaria de Mora Vélez:
- Utopía: Una visión romántica del futuro: progreso moral, social y científico; un mundo lleno de amor, felicidad o, cuando menos, esperanza. El cuento Glitza, por ejemplo, tiene como tema el amor que vence cualquier limitante, incluso aquellas impuestas por la teoría de la relatividad a un astronauta. Según el escritor José Luis Hereyra: "En Glitza el hombre busca en la clonación, en el futuro, la perpetuación del ser amado, y aunque un ser repetido idénticamente por manipulación genética no es el mismo a la larga, esa búsqueda de lo perdido hace que el sufrimiento por eso perdido, sublime el dolor de la ausencia en un estremecimiento frente a lo desconocido y lo recordado".[11]
- Distopía: El autor explora la posibilidad de futuros terribles en algunos de sus cuentos (entre los cuales Diez de Plata y Error de apreciación han sido los más laureados), así como en los llamados "Poemas apocalípticos".
- Reinterpretación de los mitos: Uso de la "hipótesis extraterrestre", popularizada por diversos autores pseudocientíficos y de ciencia ficción, para sugerir la posibilidad de existencia real de tales mitos. Por ejemplo, cuentos como La duda de un ángel, El juicio de los dioses y Atlán y Erva, o sus "Poemas míticos".
- Misticismo: Alabanza poética al cosmos y a un "arquitecto del universo", tal y como en sus "Poemas cósmicos".

En palabras del escritor Hereyra, sus poemas:
"...acogen en su fluir los mitos y las verdades de las distintas culturas humanas: la teología judeocristiana, el panteísmo de las profundas cosmogonías americanas, lo esotérico de la parafilosofía de los poemas sufíes persas del siglo XIII y las fantasías cuasiexactas cumplidas por la ciencia moderna. Puesto todo en un mismo escenario de imágenes poéticas que reflejan la historia humana en toda su complejidad, con todos sus desgarramientos y alegrías, con todos sus cantos y misterios. El fragmentario y horroroso final del transbordador espacial en los cielos de la NASA... el carro de fuego que azotó con un mensajero vestido de lino blanco las febriles visiones de Ezequiel, la memoria submarina de una desaparecida isla de prodigio... Y las desbordantes luces de planetas, estrellas, lunas, galaxias y cometas peinando las autopistas de los cielos en una danza fascinante de poesía, de conocimiento y de fuerza que subyace en cada fonema, en cada verso".
Algunos cuentos del libro El Juicio de los Dioses denotan una fugaz influencia del cine de ciencia ficción de aventuras que a la fecha se había popularizado. Otros cuentos del mismo libro, como El ser del seseo y El oasis de Palas, o posteriormente Thriller, son obras de humor en un marco de ciencia ficción. Con la división de sus poemarios, el autor ha esbozado una división de su obra en cuatro áreas temáticas: Poemas míticos, antrópicos, cósmicos y apocalípticos.

### Periodística
Cuatro temas centrales en la obra periodística de Mora Vélez:
- Política colombiana e internacional.
- Escritores y obras literarias.
- Especulación filosófica.
- Cine y otros temas de moda en la sociedad colombiana.

## Análisis y Crítica
Dice el escritor José Luis Garcés González en el prólogo de Glitza:
"Le concedo suprema importancia al enfoque ideológico que transita por todas las páginas del texto. La ciencia-ficción es un instrumento que el autor utiliza para decir sus verdades, para expresar su fe y esperanza en el porvenir luminoso de la humanidad en su conjunto y del hombre en particular. La posibilidad de conformar un mundo en donde la carnicería y la rapiña sean si acaso recuerdo microfilmado de un pasado que jamás volverá, está presente como una constante, como una obsesión, en la obra de Antonio Mora Vélez. Pese a que haya contratiempos y dificultades, el escritor confía. No en vano uno de los personajes del cuento La Dictadura Hal, Jo-El, afirma: No obstante, sigo creyendo en el futuro".
Pero son estos mismos niveles de optimismo los que disgustan a sus críticos. Campo Ricardo Burgos sostiene que sus primeras obras muestran una "sobredosis de bondad, optimismo y ambientes celestiales" característicos "de la ciencia ficción soviética bajo la época estalinista". Mora Vélez responde de la siguiente manera:
"...la CF soviética que yo leí por esos años no era sumisa frente a la "Nomenklatura". A Iván Efremov, por ejemplo, se le criticó en los círculos oficiales soviéticos porque en su novela La Nebulosa de Andrómeda, que se desarrolla en una época muy futura, la sociedad ha olvidado los nombres y doctrinas de Marx, Lenin y Jruschov, y en cambio recuerda a los dioses griegos que simbolizan la justicia, el amor y la belleza, que son valores imperecederos. Qué difícil es ser Dios de los Hermanos Strugatsky fue considerada como una crítica al sistema cerrado y casi medieval del partido único y el Estado absolutista imperantes entonces en la extinta URSS. El optimismo de mis cuentos tiene su causa en el humanismo, tanto de los escritores de CF anglosajones como de los soviéticos".
Para el citado crítico, "en su obra se encuentran en contienda dos tendencias. Por un lado un Mora Vélez que crea demasiadas "Disneylandias", y por otro, un Mora Vélez (que es el que a mí me gusta y que considero convincente) de línea negra, antiutópico, contramoderno y corrosivo".
En sus poemarios, Mora Vélez inaugura lo que denomina "poesía de ciencia-ficción", presentación explícita de las ideologías que muy sutilmente había dejado aparecer en sus otras obras. El autor reparte los textos en cuatro áreas: Poemas cósmicos, antrópicos, míticos y apocalípticos, áreas que pueden rastrearse a lo largo de su obra anterior. Para el escritor José Luis Hereyra, es inconcebible que desde Cartagena y Montería ("un lugar bucólico y pastoril, más cercano al mugido y a los cascos que a la concepción interplanetaria"), este escritor "haya producido una obra simbiótica en poesía desde los planos de lectura de la ciencia y con un asombroso estilo de depuración, alcanzando, además, alturas más que filosóficas, de misticismo, de espiritualidad". El crítico Otto Ricardo Torres ha clasificado su obra como "poesía esotérica" y nos dice:
"No es frecuente esta poesía en Colombia, si descontamos la de tipo confesional católico, de épocas pasadas... Visto en ese contexto, el poemario de Mora Vélez es, más que aporte, fundación de la poesía esotérica no confesional en Colombia... El poemario de Mora Vélez se nutre de astronomía y ciencia astral, de Antiguo Testamento y de Tarot... se deja leer por el profano, pues hay una actitud dominante de elogio y devoción por la obra del Gran Arquitecto del Universo. Eso que pudo ser pesado --o 'ladrilludo'-- como tema objeto de la inspiración, surge suelto, liviano, áureo... El receptor gana en modernidad, en visión nueva del misterio... Por donde se le mire, el escenario del poemario es el universo y el personaje central y dominante es Él, El Gran Arquitecto del Universo".
Para el crítico René Cueto, en cambio, puede pensarse que todos sus trabajos de ciencia ficción "no eran sino su aparato alternativo de reflexión en el cual la metáfora oscilaba en torno a los mismos problemas que han ocupado sus ensayos y escritos periodísticos". Refiriéndose a su compilación de artículos de prensa "La Estrategia de la Solidaridad", el crítico dice:
"Desde las lecturas de Bobbio, por ejemplo, Mora reconoce que los jóvenes como él, inconformes y contestatarios en los años sesenta, mantuvieron la esperanza de alcanzar una sociedad más justa, más democrática y más humana sin tener que sacrificar la libertad. La presentación de estos textos sitúa a Mora Vélez como un intelectual contemporáneo con una posición crítica frente al poder, independiente, cuya práctica de la escritura promueve los valores universales del humanismo. Su obra intenta ser una respuesta a las crisis de los paradigmas éticos que ha hecho que los pensadores vuelvan su mirada hacia las filosofías del ser para plantearse otra vez la búsqueda de la verdadera esencia humana y trabajar en consecuencia. Su estrategia de la solidaridad intenta abrirle camino a las ideas cruzando sus lecturas de la realidad social con estudios y reflexiones que buscan permitir a otros por lo menos tener noticias de los avances del pensamiento, la ciencia y la tecnología. Asume que si no se entrega el conocimiento a la sociedad, no habrá progreso. Aunque la solidaridad se esboza de distintas maneras, para Mora Vélez la fundamental es la defensa de la especie humana. La supervivencia de la especie humana depende de la defensa del pensamiento; afirma: "cuando la razón pierde, la muerte es el precio que hay que pagar por la derrota". Llama a la lucha a favor de la persona humana, a la que hay que considerar anterior, y por lo tanto, más importante que el Estado, y a favor de la vida y la libertad de conciencia".

## Influencia cultural
Pese a sus diversos logros, el nombre de Mora Vélez se encuentra principalmente ligado a los inicios de la ciencia ficción en Colombia. En palabras del escritor Burgos,
"Pese a que en la actualidad el nombre de Antonio Mora Vélez aparece profusamente en gran variedad de historias de la literatura colombiana, antologías diversas y aún en enciclopedias mundiales de la ciencia ficción, lo cierto es que para el colombiano de a pie este barranquillero continúa siendo un desconocido. Seguramente sin que él mismo lo deseara, Antonio ha terminado constituyéndose en un autor "subterráneo" y "de culto" ("subterráneo" por que para nada podría encuadrárselo en la corriente principal de la literatura colombiana o latinoamericana, "de culto" por que sus seguidores –también sin desearlo y aun cuando a veces no comulguemos con algunos textos suyos- nos sentimos como unos "iniciados")".

### Premios y reconocimientos
- Concurso Nacional de Cuentos Magazín Dominical de "El Espectador" (1971), por "Glitza" (cuento).
- Revista Ekuóreo (1981), por "Error de apreciación" (cuento).
- Finalista Concurso de Novela Plaza y Janés (1991), por La otra reconciliación o Un juez llamado Sebastián Reyes (novela).
- Mención en el concurso "Manuel Cofiño" (ca. 1990-92), por "Daína Chaviano y el humanismo de la ciencia ficción latinoamericana" (ensayo).
- Decreto de Honores por sus 25 años de labor literaria y cultural, Gobernación de Córdoba (1993).
- Reconocimiento por su labor como Decano de la Facultad de Educación, Universidad de Córdoba (1997).
- Reconocimiento por su labor en la radio del Departamento de Córdoba (primer director artístico de la emisora "La Voz de Montería") (1997).
- Por su obra de escritor y gestor cultural, el periódico "El Meridiano de Córdoba" lo nombra uno de los Personajes del Siglo XX en el Departamento de Córdoba (1999).
- En el 2008 la Universidad de Córdoba le da a su concurso de cuentos breves el nombre Antonio Mora Vélez como homenaje a su labor literaria.
- Primer presidente del Parlamento de Escritores del Caribe Colombiano.
- Escritor homenajeado en la XII edición del Parlamento Nacional de Escritores de Colombia, Cartagena, agosto de 2014.
- Ganador del VIII certamen internacional de poesía fantástica Minatura 2016[14]

### Enciclopedias y Manuales de Literatura
- AYALA POVEDA, Fernando (1986), Manual de Literatura Colombiana, Educar Editores: Bogotá
- CLUTE, J., NICHOLLS, P. (1995), "The Encyclopedia of Science Fiction", ST MARTINS PRESS
- AUTORES VARIOS (2000), Literatura y Cultura, Narrativa colombiana del siglo XX, vol. 1, La narrativa de ciencia ficción en Colombia, Ministerio de Cultura.
- BURGOS LÓPEZ Ricardo, Las Ucronías, U. Sergio Arboleda, 2009.

## Obras publicadas

### Libros
- Glitza (cuentos, 1979)
- El Juicio de los Dioses (cuentos,1982)
- Lorna es una Mujer (cuentos,1986)
- Lorna is a Woman (1990?)
- Córdoba: Treinta años de Literatura (1992)
- Ciencia Ficción: El Humanismo de Hoy (1996)
- Los Caminantes del Cielo (poemas, 1999)
- La Duda de un Angel (2000) (web)
- El Fuego de los Dioses (poemas,2001)
- Los Jinetes del Recuerdo (2005) (poemas, web)
- A la Hora de las Golondrinas (2006) (novela,web)
- La Estrategia de la Solidaridad (2006)
- Los Nuevos Iniciados (novela, 2008)
- A la hora de las golondrinas (novela-2011)
- Helados cibernéticos (cuentos-2011)
- "La gordita del Tropicana" (cuentos, 2012)
- "La Duda de un Ángel" (cuentos, 2013)
- "Lina es el nombre del azar" (cuentos, 2014)
- "Atlán y Erva" (cuentos, 2014)
- "Los nuevos iniciados" (novela, 2a edición, 2014)
- "Viaje al universo vecino" (novela, 2016)
- "Balada del encuentro más allá del silencio" (cuentos, 2017)
- "¿Qué es la Ciencia ficción? (ensayos, entrevistas y artículos, 2017)
- "En la otra orilla del río" (novela, 2018)
- "Los jeroglíficos del jardín" (poesía, 2019)
- "Glitza y otros cuentos escogidos" (cuentos, 2020)
- "Ay cosita linda, mamá" (cuentos, 2022)
- "Jugando contra el tiempo" (novela, 2023)

### Antologías
- Cuentos de El Túnel (1979)
- 4 autores de CF (Asimov, Bradbury, Saparin, Mora Vélez) (1988)
- Joyas de la Ciencia-Ficción La Habana (1989)
- Contemporáneos del Porvenir (2000)
- Sensibilidades España (2002)
- Erídano No 9, Lo Mejor de la Ciencia Ficción Colombiana (2005)
- Antología del Cuento Fantástico Colombiano (2007)
- Anthologie de SF latino-américaine Paris (2007)
- Antología del cuento caribeño ((2007)
- Antología del cuento en Córdoba (2007)
- Antología del cuento corto del caribe colombiano (2008)
- Once escritores cordobeses (2011)
- Tricentenario...Buenos Aires, Argentina (2012

### Cuentos y referencias en textos escolares
- Globo Mágico (1985)
- Español Dinámico (1992)

### Biografías
- Red Mundial de Escritores en Español
- Letture Fantastiche (Italiano)
- www.literareafantastica.com.ar Archivado el 9 de julio de 2007 en Wayback Machine.
- ciencia-ficción.com Archivado el 27 de septiembre de 2007 en Wayback Machine.
- "The Continental Scene" (Mención a su obra en el contexto americano) Archivado el 27 de septiembre de 2007 en Wayback Machine.
- "Antonio Mora Vélez: Un pionero en la proyección de mundos alternos habita un país pre-moderno" (Entrevista)

### Obras
- Todas sus publicaciones en Rodelu
- "Glitza"
- "Los Caminantes del Cielo"
- "El Fuego de los Dioses"
- "Los Jinetes del Recuerdo"
- "The Riders of Remembrance"
- "CF: El Humanismo de Hoy"
- "Daína Chaviano y el Humanismo de la CF latinoamericana"
- Lista de cuentos en Axxon, Alfa Eridiani y otras fuentes
- Cuentos varios Archivado el 7 de agosto de 2007 en Wayback Machine.
- "El Cazador de Gazapos" (Cuentos de El Túnel)
- Ensayo "El Mar en la CF"
- Anthologie de SF latino-américaine présentée par Sylvie Miller
- Antología "Lo Mejor de la CF colombiana"
- Antología del Cuento Fantástico
- Cuento Yusti en Axxon http://axxon.com.ar/rev/191/c-191cuento5.htm

- Datos: Q5699131